# Vlasta Burian
Josef Vlastimil Burian, conocido como Vlasta Burian, (Liberec, 9 de abril de 1891 - Praga, 31 de enero de 1962), fue un actor, comediante, cantante, futbolista y director de cine checo. En Chequia es conocido como Král komiků (El rey de los comediantes).

## Biografía
Famoso en Chequia por sus papeles cómicos en numerosas películas antes de la Segunda Guerra Mundial. Hizo funcionar un teatro cómico popular hasta 1944, cuando los nazis cerraron todos los teatros de lengua checa.
Tras la guerra Burian fue acusado y condenado por colaborar con los nazis. Tras una breve condena en cárcel, no se le permitió regresar a los escenarios hasta 1950. Fue oficialmente absuelto de todos los cargos en 1994. 
En 2011 los servicios postales checos emitieron un sello homenaje con su imagen.
Su famosa pareja en el cine fue Jaroslav Marvan, con quien hizo los siguientes filmes:
- To neznáte Hadimršku
- Funebrák
- Anton Špelec, ostrostřelec
- Pobočník Jeho Výsosti
- Revizor
- Hrdinný kapitán Korkorán
- Nezlobte dědečka
- Hrdina jedné noci
- U pokladny stál…
- Ulice zpívá
- Katakomby
- Baron Prášil
- Přednosta stanice
- Provdám svou ženu
- Ryba na suchu
- Zlaté dno